# Івано-Франківська ратуша
Іва́но-Франкі́вська ратуша — будівля в центральній частині Івано-Франківська, на площі Ринок.
Одна з трьох ратуш в Україні, збудованих у стилі конструктивізм.

## Історія будівництва

### Перша ратуша (1672–1677)
Засновник міста Анджей Потоцький у 1662 році засвідчив про свій намір побудувати ратушу, у 1666 році вона стояла збудована з дерева. Напевне ця споруда була тимчасовою, бо у 1672 році вона була вже дерев'яно-кам'яною. Це була дев'ятиповерхова кругла вежа з кам'яною основою, побудована у стилі пізнього ренесансу. Німецький мандрівник Ульріх фон Вердум, який побував у Станиславові в січні 1672 року, у своєму «Щоденнику» описав місто, згадуючи про ратушу.
|  | Ратуша стоїть посередині великого чотирикутного ринку. Збудована у вигляді вежі з різними заглибленнями частково з дерева, а частково з каменю… |

Приміщення тогочасної ратуші використовувалося для засідань місцевої ради та суду. З її вежі можна було контролювати спалахи пожеж у місті, а також велись спостереження оборонців за переміщенням турецьких і татарських загонів під час турецько-польської війни.
Згідно з одними свідченнями через низьку міцність та надійність, згідно з іншими — через невдоволеність Потоцького її архітектурою, муровано-дерев'яна ратуша проіснувала лише декілька років і після турецької облоги в 1677 році була розібрана.

### Друга ратуша (1695–1868)

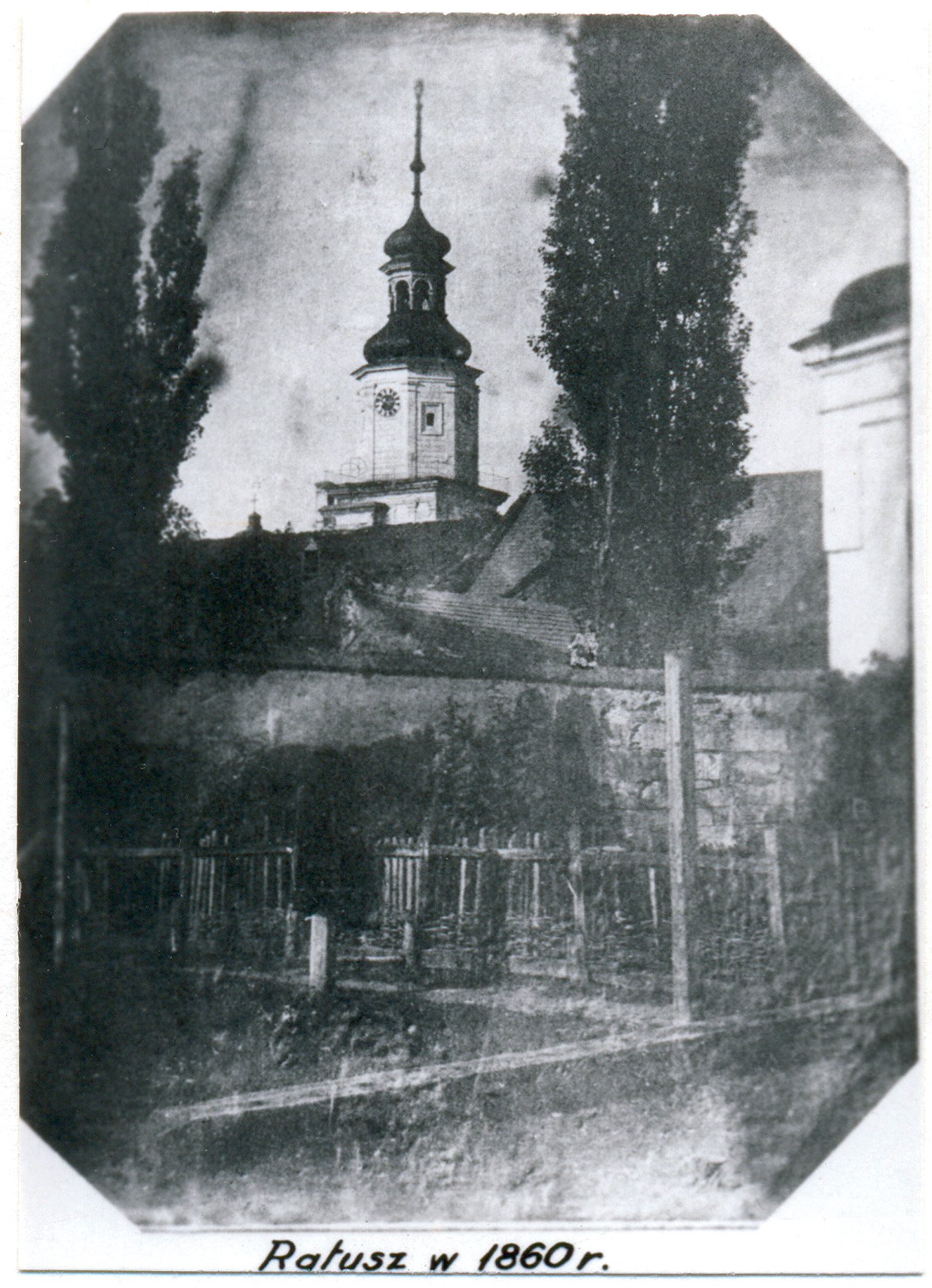
Перша фотографія ратуші у Станиславові. 1860 р.

Реконструкція ратуші за рисунком Емануеля Кронбаха. Автор Зеновій Соколовський

У 1695 році, на замовлення власника міста Юзефа Потоцького, під керівництвом архітектора Карл Бенуа звели нову ратушу, цього разу — виключно з каменю. За взірець зодчий обрав ратушу в Гусятині (Тернопільщина), збудовану 1634 року. Щоправда, станиславівська споруда значно перевищувала прототип і була найвищою будівлею міста.
Збереглося декілька малюнків та описів тієї ратуші, на підставі яких прикарпатський архітектор Зеновій Соколовський зробив графічну реконструкцію споруди. Була вона хрестоподібною у плані, мала дев'ять поверхів і вежу, яку вінчав купол. На рівні п'ятого поверху містився годинник з чотирма циферблатами, які кожні 15 хвилин відбивали час за допомогою дзвонів, підвішених у куполі. Довкола вежі по верху йшла галерея, там постійно чатували дозорці. При виявленні пожежі, наближення ворога чи будь-яких інших небезпек спостерігачі трубили у сурми, попереджаючи мешканців міста. Для цих вартових над годинником була обладнана кімната, де вони й мешкали.
На другому і третьому поверхах відбувалися засідання магістрату і суду (лави), а перший поверх здавався в оренду купцям, які влаштували тут аж 24 крамниці. У підвалах ратуші розташовувалась в'язниця, там тримали опришків та різних кримінальних злочинців.
Потрапити в магістрат можна було через єдину залізну браму з гербом Потоцьких — Пилявою, яка була в західному крилі.
На бані височіла фігура архангела Михаїла, патрона Червоної Русі, що перемагав диявола у вигляді змія. У 1826 році фігуру архангела знесло буревієм і тому наступного року австрійці замінили його на цісарського орла.
У першій половині XIX ст. змінився загальний вигляд навколо ратуші. В 1829 році у Станиславові було призначено нового старосту Краттера, який провів суттєві перестановки міського управління. З його іменем пов'язані значні перетворення, що змінили обличчя міста.
28 вересня 1868 року після пожежі від споруди залишився лише залізний скелет.

### Третя ратуша (1871–1915)

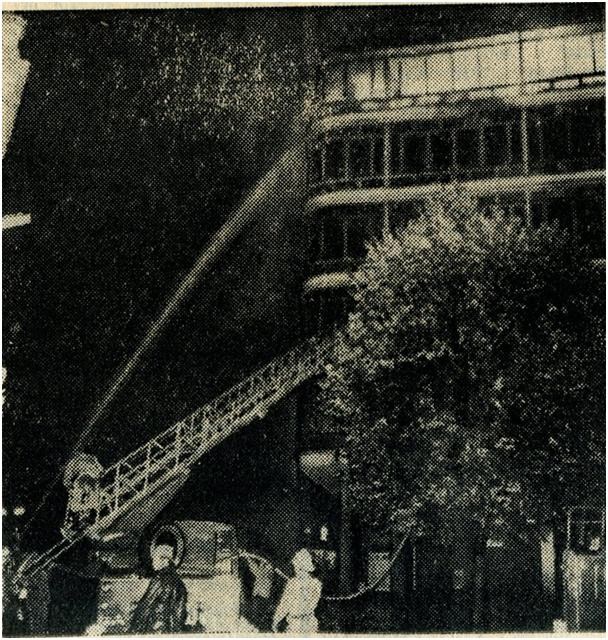
Зображення пожежі 1868 року.

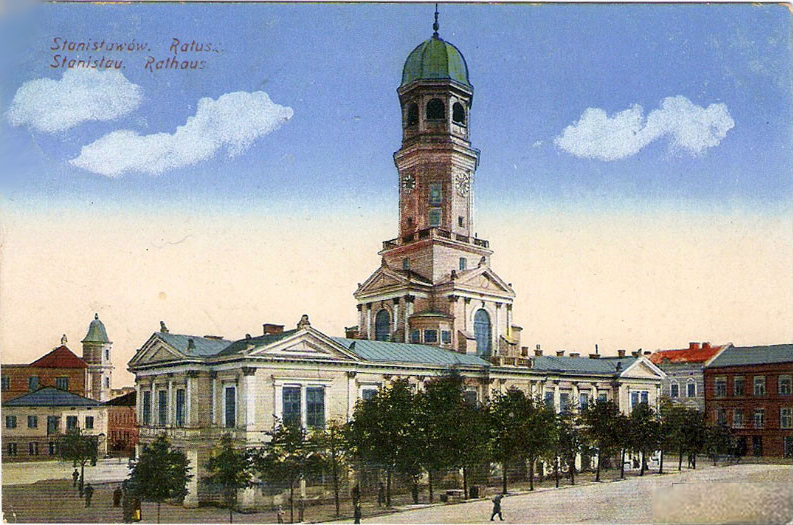
Третя ратуша (поч. XX ст.)

У 1870 році був закладений наріжний камінь нової споруди. Роботи вела львівська фірма «Товариство будівництва і виробництва цегли машинним способом». Архітекторами виступили Атанасій Пшибиловський і Філіп Покутинський. 6 червня 1870 було урочисто закладено фундамент, а в нього капсулу з пергаментом про історію ратуші, а також зі старопольськими та австрійськими монетами і медалями. У 1871 році будівництво завершили.
Нова ратуша мала вигляд величного прямокутного двоповерхового будинку з високою вежею (колишній кістяк старої ратуші). До рівня п'ятого поверху її облицювали білим мармуром. Вище були куранти та оглядова галерея. Архітектурний ансамбль завершував видовжений напівсферичний купол.
Родзинкою споруди був зал засідань міської ради, багато оздоблений та прикрашений написами про головні події історії Станиславова. У підвалі новобудови розмістилась поліція. У них же підвалах тримали арештантів. Дехто з прикарпатських краєзнавців стверджує, що 1880 року тут провів ніч (як затриманий) сам Іван Франко.
Під час Першої світової війни, з 8 по 19 лютого 1915 року, тривали важкі бої за Станиславів, у ході яких ратушу сильно пошкодила австрійська артилерія. Будівля хоч і не завалилась, але вкрилася тріщинами і з того часу перебувала в аварійному стані.

### Четверта ратуша (1935— донині)

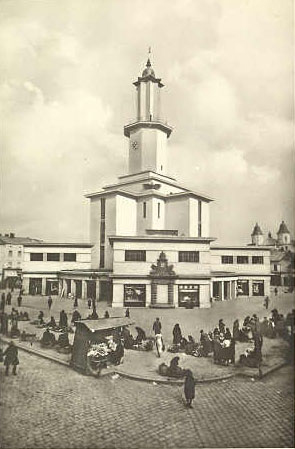
Світлина 1938 року

Бронзовий орел на ратуші (світлина сер. XX ст.)

Протягом 1920‑х років у Польщі вирувала економічна криза і тому понад 10 років довелося чекати, доки міська влада візьметься за будівлю. У 1929 році гроші нарешті знайшли, і в грудні був прийнятий кошторис будівництва. Фірма «Інженер Крауш і спілка», яка перемогла в конкурсі, розпочала роботу. Архітектором був інженер Станіслав Треля. Вже за традицією, у фундамент південно-східного крила помістили капсулу з планами новобудови, фотографіями старої ратуші та іншими документами. Завершити будівництво передбачали у 1932 році. Але через хронічний брак коштів споруду звели на три роки пізніше, а внутрішні оздоблювальні роботи тривали аж до 1939 року.
Остання (нинішня) ратуша зведена у стилі конструктивізм та являє собою хрест, з перетину якого здіймається вежа, що завершується куполом у вигляді військового шолому. На рівні четвертого поверху по кутах встановили бронзових орлів, які символізували могутність польської держави. Загальна висота споруди становить 49,5  м, що дозволило їй тоді бути найвищою в місті.
19 вересня 1939 року у місто ввійшли війська Червоної Армії. Приватні крамниці та ресторани в ратуші були закриті.
Знову нависла загроза над ратушею під час німецької окупації. Гітлерівці вирішили зруйнувати її. Але підірвати не змогли, бо стіни складались із залізобетонного моноліту. Для одночасного підриву потрібна була велика кількість вибухівки, яка, вибухнувши, могла зачепити сусідні квартали. А в них розташовувались різні німецькі урядові служби. Тому вирішено було зривати крила ратуші. У стіни, які важко піддавались свердлінню, почали закладати вибухівку і підривати. Так підірвали її північно-західне крило — на решту часу не вистачало.
у 1940-х роках південне крило ратуші відбудували і розмістили тут торгові склади.
У 1957 році провели ремонт, під час якого фігури польських орлів замінили на скульптурну абстракцію. 26 квітня 1959 тут відкрився Івано-Франківський краєзнавчий музей.
До нового 2007 року на ратуші встановлено 4 нових годинники з автоматичним механізмом та електронними курантами, що виконують 12 українських мелодій дуже подібно до дзвонів, а також відбивають години та чверті.

## Значення та використання споруди

### Магістрат

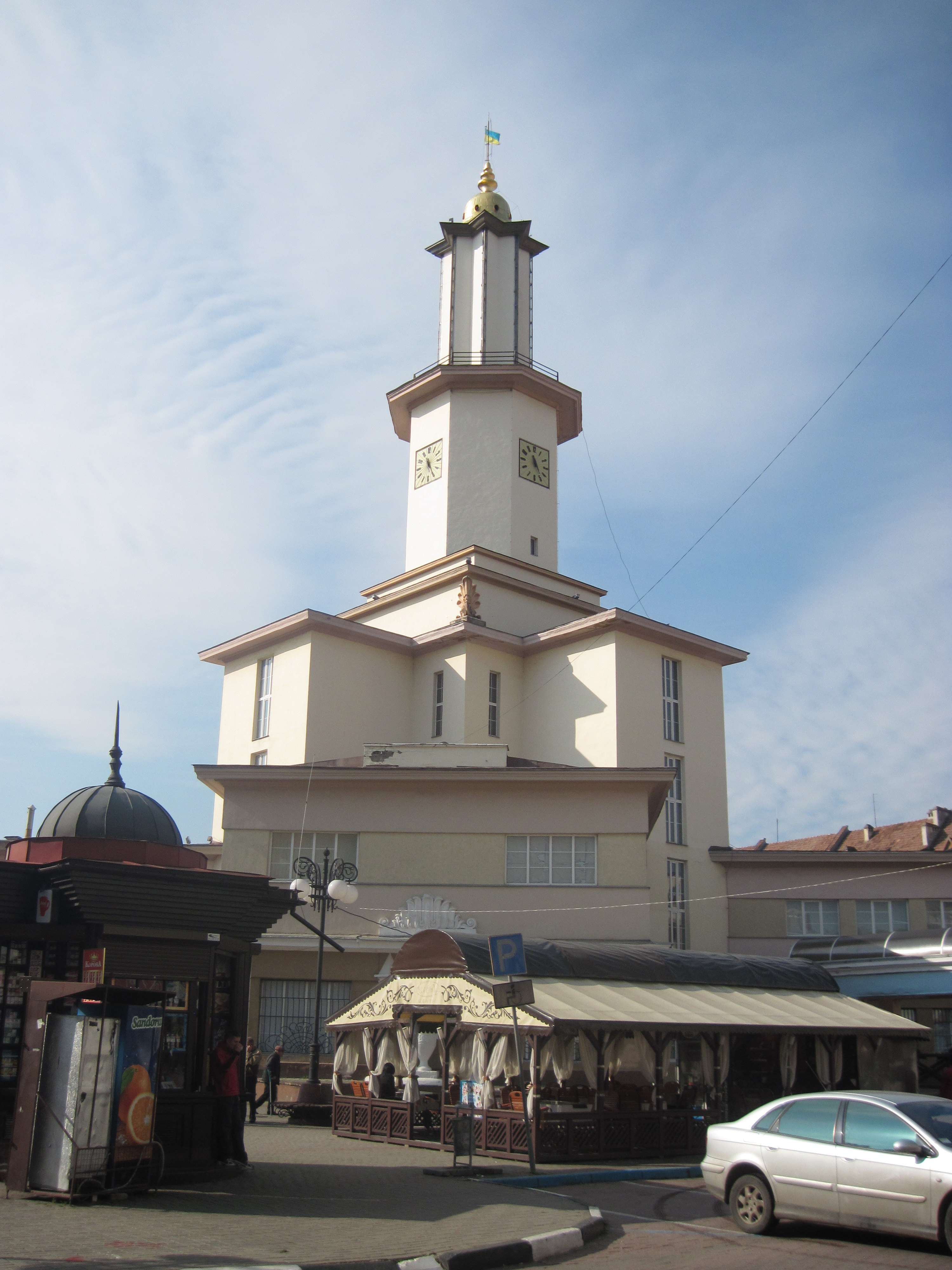
Осінь 2014

У самій ратуші діяв магістрат, тобто міська рада і суд, а також крамниці. Міське самоуправління з 1674 року ділилось на дві частини: вірмени одержали свій магістрат, касу, герб, а поляки й українці — свій магістрат, касу тощо. Польсько-український магістрат був у ратуші.
Вибори до міського магістрату відбувались на новий рік, обов'язково в присутності намісника чи замкових економів. А вони активно втручались в процес виборів. Саме під натиском А. Потоцького першим війтом міста був його ставленик В. Андрушевський, який залишився на цій посаді до самої смерті.
У 1772 році відбувся перший поділ Польщі. Прикарпаття разом з містом Станиславовом відійшло до Австрійської імперії. Вже за часів австрійського володіння ратуша у 1801 році була передана військовим владам, які виселили звідти міське управління і перетворили її одночасно на міську в'язницю та магазин для обмундирування. Саме міське управління, згідно з патентом Йосифа II, у 1776 році було реорганізоване. На чолі управління були поставлені бурмістри, на допомогу яким призначались старшини «синдики» і радники. Бургомістри і синдики повинні були мати юридичну освіту. Бургомістри, синдики і асесори (засідателі) складали владну верхівку, яка виконувала політичні і судові функції у місті та слідкувала за управлінням міських господарств (маєтків) і доброчинних закладів.

### Опришки
Під ратушею містилися підвальні приміщення, які були сполучені з підземними ходами під фортечними укріпленнями. Є припущення, що під час судових засідань у підвалах ратуші сиділи небезпечні для влади злочинці. Серед них найчастіше були опришки.
- З усіх судових вироків смертної кари у XVII ст. один з них було винесено жінці за чарівництво. Насправді цю жінку було покарано за розбещення молодих хлопців, але через відсутність відповідної статті її було обвинувачено у чарівництві й присуджено до спалення. Це був єдиний випадок автодафе в місті.

Решта смертних вироків виносились лише опришкам.
Акти Станиславівського міського суду (суд засідав у ратуші) того часу переповнені подробицями страшних тортур опришків. Звичайних опришків карано 100 буками на площі перед ратушею та ув'язненням у тюрмі. Визначних чекало ще страшніше. З актів дізнаємось, що у місті було спеціальне приміщення, де допитували цих опришків. Під час допиту існували 3 ступені катувань:
- перший ступінь — жертву прив'язували до дошки і спеціальними залізними гаками тягнули за пальці
- другий ступінь — припікання свічкою
- третій — палили тіло вогнем

Особливою жорстокістю у боротьбі з опришками відзначався власник міста Юзеф Потоцький (другий син Андрія) та його підручний — ротмістр Пржалуський, який кілька років переслідував Олексу Довбуша. На площі біля ратуші у 1754 році був страчений побратим і соратник Довбуша — Василь Баюрак.
|                                                      |  |  |
| На ювілейних монетах НБУ присвячених 350—річчю міста |  |  |

### У XX столітті
Під час Першої світової війни в ратуші діяв спостережний пункт, через що її не раз обстрілювала артилерія.
Після перебудови в 1932 році приміщення ратуші не відповідало управлінським потребам і магістрат у ній ніколи не розміщався. В її крилах були торгові крамниці і дешеві ресторани. Ратуша виконувала радше символічну функцію.
З 1940-х років в ратуші розміщувалися торгові склади, доки в 1957 за рішенням облвиконкому було виділено кошти на ремонт ратуші і передано її під музей. Після проведених робіт, 26 квітня 1959 тут відкрився Івано-Франківський краєзнавчий музей.
У 1989–1991 роках в ратуші засідало правління обласного Товариства української мови, науково-культурного товариства «Рух». 21 січня 1990 року на риштуванні ратуші, що ремонтувалась, Тарасом Майстришиним був піднятий синьо-жовтий прапор. А за рішенням обласної Ради народних депутатів синьо-жовте знамено замайоріло над її куполом на Великдень 15 квітня 1990 року. Президія ради доручила це зробити Петрові Арсеничу, Зіновію Думі та Маркіянові Чучуку.

## Цікаві факти
- Це одна з трьох ратуш України, збудованих в стилі конструктивізм. У цьому ж стилі збудовані нова Чортківська ратуша та Свалявська ратуша.
- Теперішня ратуша була побудована у вигляді польського військового ордена Virtuti Militari (вигляд зверху). Цей орден, зокрема, давали бійцям армії Галлера за ліквідацію ЗУНР[7].
- Івано-Франківська ратуша – єдина споруда громадського призначення в Україні з позолоченим верхом.